# Notidobia bizensis
Notidobia bizensis là một loài Trichoptera trong họ Sericostomatidae. Chúng phân bố ở miền Cổ bắc.